# Cocaine Blues
«Cocaine Blues» — американская песня в жанре кантри-энд-вестерн.
Автор — Ти Джей Арналл по прозвищу Ред. Песня представляет собой переработку другой известной песни — народной «Little Sadie».

## Текст
Песня представляет собой рассказ о человеке по имени Вилли Ли, который, находясь под воздействием виски и кокаина, убивает свою неверную подругу. Он сбегает в Мексику и, чтобы заработать на наркотики, работает как музыкант. Потом его арестовывает шериф из Джерико-Хилла, его судят и быстренько приговаривают в 99 годам в тюрьме Сан-Квентин. Песня заканчивается тем, что Вилли умоляет слушателей:
Ну-ка, наркоманы, послушайте меня.
Пейте, сколько захотите, но оставьте в покое кокаин.

## История
Впервые песня была записана группой W. A. Nichol’s Western Aces (с вокалом в исполнении Реда Арналла) — вероятнее всего, в 1947 году, и группой Roy Hogsed & the Rainbow Riders (Рой Хогзед и Rainbow Riders) — 25 мая 1947 года в студии Universal Recorders в Голливуде (штат Калифорния). Версия Рея Хогседа вышла на лейблах Coast Records (каталоговый номер 262) and Capitol (каталоговый номер 40120). Издание на «Кэпитоле» достигло 15 места в США в кантри-чарте журнала «Билборд».

## Версия Джонни Кэша
Джонни Кэш исполнил эту песню на своём знаменитом концерте в тюрьме Фолсом в 1968 году. Текст он на том концерте несколько изменил: заменил «Сан-Квентин» на «Фолсом», «Ну-ка, наркоманы …» на «Ну-ка, вы должны послушать меня …», и последнюю строчку «Пейте, сколько захотите» на «Прекращайте пить виски». При этом он спел: «Я не могу забыть дня, когда я пристрелил эту скверную сучку», и эта часть не была лейблом Columbia Records подвергнута цензуре на увидевшей свет в том же году пластинке с этим концертом.